# Koninklijke Nederlandsche Handboogschutterij "Concordia"
Koninklijke Nederlandse Handboogschutterij "Concordia" is een handboogschietvereniging uit Amsterdam, in de Nederlandse provincie Noord-Holland. De vereniging is in 1848 opgericht en telt ca. 170 leden.

## Vereniging
Concordia is gevestigd op sportpark Ookmeer in Osdorp, Amsterdam. Op de vereniging worden alle verschillende disciplines binnen de handboogsport beoefend. De vereniging beschikt over een overdekte schiethal en een schietveld waar tot 90 meter geschoten kan worden. De vereniging heeft grote internationale evenementen organiseert zoals het Face2Face tournament in 2005, 2006, 2008, 2010 en 2012 in sporthallen zuid. Ook speelde de vereniging een rol bij de organisatie van het EK handboogschieten in 2012 in het olympisch stadion.

## Geschiedenis
Concordia is opgericht in 1848 en daarmee de oudste geregistreerde nog bestaande sportvereniging van Amsterdam. Echter zijn er aanwijzingen dat wortels van de vereniging ouder zijn dan de datum van oprichting. Het vaandel van de vereniging stamt namelijk nog uit de tijd van de schutterij van Amsterdam, het vaandel is ook het huidige logo van de vereniging. In 1873 kreeg de vereniging vanwege zijn 25-jarige bestaan het predicaat koninklijk van koning Willem III die zelf ook handboogschutter was. In 1996 staat Ludmilla Arzhannikova die lid is bij de vereniging op de Olympische Spelen.